# 밴디지
《Bandage》(밴디지)는 일본의 시나리오 뱅크, 플레이웍스에 의한 작품이다.
라디오 드라마와 병행하여, 감독 키타무라 류헤이에 의한 주연 나리미야 히로키를 발탁한 영화기획이 발표되어 기자회견 등이 이루어졌으나, 진행이 잘 진행되지 못하고 영화기획은 한번 단념되었다. 2008년 새로운 기획이 발표되고, 2008년 11월부터 촬영 개시, 2010년 1월 16일 영화 개봉 예정. 주연은 아카니시 진(KAT-TUN).
- 가수 Mr.Children의 음악프로듀서로 유명한 코바야시 타케시가 첫 영화 감독을 맡게됨.
- 영화감독 이와이 슌지와의 콤비로 스왈로테일러 등으로 그들의 독특한 세계를 그려왔다.

## 영화 (2010년)
촬영, 크랭크인은 2008년 11월 상순 ~ 12월 상순으로 도쿄시내를 중심으로 한 라이브 회장에서 이루어졌으며 완성은 2009년 봄, 2010년 1월 16일에 개봉할 예정이다.

### 비화
아카니시 진을 주인공으로 기용한것에 대해 코바야시 타케시 감독은 이렇게 말한다. "이제껏 프로듀스 해온, Chara, Salyu, 아오이 유우 등이 그렇듯, 어느 하나 재능이 뛰어나다기보다 무언가 빛나는 특별한 분위기를 가지고 있는 것, 그런것을 중시해왔으며 그런 요소를 그를 봤을 때 느꼈고, 밝지만 섬세한 면을 가진 타카스기 나츠 역에 닮았으며, 누구보다도 적합하다고 느꼈다"

### 스탭
- 원작: 칸 치카 《GOOD DREAMS》
- 각본: 이와이 슌지, 칸 치카
- 감독: 코바야시 타케시(MR.CHILDREN 음악프로듀서)
- 프로듀스: 코바야시 타케시, 이와이 슌지

### 캐스트
- 타카스기 나츠: 아카니시 진
- 아사코: 키타노 키이
- 타카요시 켄고
- 시바모토사치
- 카네코 노부아키
- 야마네 켄지: 카사하라히데유키
- 안
- 이토 아유무

## 제작이 중지된 영화기획(2005년)
플레이 웍스 프로젝트 영화 제1탄으로써 영화 《BANDAGE》가 2005년에 기획되었다. 라디오 드라마의 시나리오를 바탕으로, 이와이 슌지와 칸 치카에 의한 각본 작품.
감독 키타무라 류헤이, 주연 나라미야 히로키가 발탁된 영화기획 발표. 기자회견등이 이러어져 2006년에 개봉할 예정이었지만 그 진행이 잘 이루어지지않아서, 기획은 백지로 돌아갔다.

### 스탭
- 원작: 칸 치카 《GOOD DREAMS》
- 각본: 이와이 슌지, 칸 치카
- 감독: 키타무라 류헤이
- 프로듀스: 사타니 히데미

### 캐스트
- 나리미야 히로키

## 라디오 드라마
플레이 웍스 프로젝트, 라디오 드라마 제8탄으로 제작되었으며, 플레이웍스 응모작품인 《GOOD DREAMS》를 원작으로 한 작품
제42회 갤럭시 상 우수상을 수상하고, 2006년 3월 16일 에이벡스 트랙스를 통해 1만장 한정 CD가 발매되었다.

### 캐스트
- 타카스기 테루: 시오야 슌
- 아사코: 카리나
- 노나미 마호
- 류지: 유게 토모히사
- 유키야: 코니시 히로키
- 야마네 켄지: 타카야마 타케히사

### 스토리
밴드 붐이 일어났던 1990년 전반. 평범한 여고생,아사코는 어느날 클래스 메이트인 미하루로부터 [LANDS]의 테이프를 받게된다. 미하루와 함께 처음으로 라이브를 경험한 아사코. 그날 밤 어떤일을 계기로 LANDS 보컬, 나츠와 알게된다. 아사코가 맘에 든 나츠. 그의 개략대로, 아사코는 LANDS의 매니저를 맡게 되는데...